# Waldheimia lasiocarpa
Waldheimia lasiocarpa là một loài thực vật có hoa trong họ Cúc. Loài này được G.X.Fu miêu tả khoa học đầu tiên năm 1979.